# Ngụy Thị Khanh
Ngụy Thị Khanh (Bắc Giang, 1976) es una ambientalista vietnamita, fundadora y directora ejecutiva del Centro de Innovación y Desarrollo Verde (GreenID) en Vietnam. También es la coordinadora de defensa de la Red de Ríos de Vietnam (VRN).

## Trayectoria
Khanh nació en 1976 en Bắc, un pueblo en Provincia de Bắc Giang. Se graduó en el Instituto de Relaciones Internacionales (Học viện Quan hệ Quốc tế) en Hanói. Desde 2008, es la coordinadora de los programas de sensibilización de la Red de Ríos de Vietnam (VRN), donde inicialmente había trabajado en la limitación de la contaminación del agua por actividades mineras, y luego amplió el enfoque para incluir otras fuentes de contaminación así como la estrategia en política energética. Fue observadora oficial de Vietnam en la Conferencia de las Naciones Unidas sobre el Cambio Climático de 2015.

## Reconocimientos
En 2018, Khanh fue galardonada con el Premio Medioambiental Goldman por su trabajo con agencias gubernamentales vietnamitas en el desarrollo de estrategias de energía sostenible a largo plazo que redujeron la dependencia de la energía del carbón.